# Brazilski potujoči pajek
Rod brazilskih potujočih pajkov (znanstveno ime Phoneutria) združuje osem agresivnih in izjemno strupenih pajkov iz družine Ctenidae, ki prebivajo na tropskih območjih Južne in Medmorske Amerike. Glede na Guinessovo knjigo rekordov leta 2010 so brazilski potujoči pajki najbolj strupeni pajki na svetu.

## Telesne značilnosti
Potujoči pajki so dokaj veliki, saj meri telo v dolžino od 2–5 cm z razponom nog od 10–13 cm. V splošnem so rjave barve, čeprav je barva lahko različna glede na življenjski prostor. Dlake na pipalkah (helicerah) so obarvane rdeče. Od drugih rodov v družini Ctenidae se razlikujejo po gostih dlakah (skopulah) ob strani in na trebušni strani pedipalpov, kljub temu pa se jih lahko zamenja z nekaterimi pajki iz rodu Cupiennius.

## Življenjski prostor in navade
Potujoči pajki prebivajo na območju, ki se razteza od Kostarike preko Južne Amerike do vzhodnega področja Andov v severni del Argentine, in tako vključuje Kolumbijo, Venezuelo, Gvajano, Ekvador, Peru, Bolivijo, Brazilijo in Paragvaj. V Urugvaj in Argentino so bili po vsej verjetnosti vneseni preko uvozov sadja.
Tipičen življenjski prostor pajkov so deževni gozdovi, še posebej Amazonski pragozd. Večino časa preživijo na tleh, skriti pod listjem ali trohnečimi debli. Njihova posebnost je ta, da si ne zgradijo stalnega bivališča ali vzdržujejo svojo mrežo, pač pa se stalno selijo po gozdnih tleh, iz česar tudi izhaja njihovo ime »potujoči pajki«. Podnevi v gosto poseljenih območjih se običajno skrivajo v temnih in vlažnih prostorih, npr. v hišah, oblekah, škornjih, pod avtomobili, v škatlah, med drvmi ipd., kar predstavlja nevarnost za človeka, saj je ugriz toliko verjetnejši. Pogosto se skrijejo tudi v pošiljke banan, zaradi česar so dobili vzdevek »bananji pajki«.
V primeru ogroženosti se postavijo v posebno opozorilno držo, pri čemer so telo in prva dva para nog postavljena pokončno, z ostalimi nogami pa se premikajo postrani.

### Prehrana
Potujoči pajki ne izdelujejo mrež za lovljenje plena, pač pa potujejo naokoli in zaznavajo plen s pomočjo vida in tresljajev (vibracij) ter seveda svojega močnega strupa. Odrasli osebki se prehranjujejo z večjimi žuželkami, manjšimi plazilci in mišmi, mladi pajkci pa z vinskimi mušicami in drugimi manjšimi žuželkami.

## Strupenost
Najbolj strupena vrsta v rodu je P. nigriventer, čeprav se v popularni literaturi za najbolj strupeno vrsto označuje P. fera. V splošnem predstavljajo ugrizi potujočih pajkov največji delež ugrizov strupenih pajkov v Braziliji in so lahko smrtonosni. Po ugrizu se pojavijo krajevni simptomi, še posebej huda bolečina, oteklina (edem) in hiperemija (povečana količina krvi v žilah). Poleg naštetega deluje strupnina predvsem nevrotoksično, kar povzroči ohromelost (paralizo) mišic, v skrajnih primerih tudi dihalno odpoved zaradi ohromelosti dihalnih (respiratornih) mišic. Lahko se pojavijo tudi drugi sistemski učinki, kot so potenje, skrajna izčrpanost (prostracija), bruhanje, tahipneja ali bradipneja (hitrejše ali počasnejše dihanje), bledica kože, cianoza, pljučni edem, priapizem (boleča erekcija brez libida) in/ali driska (diareja). Večina ugrizov se zgodi marca in aprila (kar sovpada s časom parjenja) podnevi v hišah, prizadeti pa so predvsem udi (roke in stopala).
Glavni nevrotoksin vrste P. nigriventer, PhTx3, deluje kot široko-spektralni blokator kalcijevih (Ca2+) ionskih kanalčkov, kar zavre sproščanje glutamata ter privzem kalcija in glutamata v sinapse. Poleg tega deluje na serotoninske receptorje 5-HT4, kar povzroči sproščanje nevropeptidov (npr. substance P) in s tem močno bolečino in druge učinke vnetnega odziva. Srednji smrtonosni odmerek (LD50) znaša okoli 0,6 μm za miši.
Trenutno potekajo raziskave komponente toksina Tx2-6 za zdravljenje motenj erekcije.